# Léopold Mourier
Léopold Mourier est né le 30 mai 1862 à Montjoux et mort le 17 mars 1923 à Neuilly-sur-Seine, est un chef cuisinier et restaurateur français et philanthrope. Il transforme le Fouquet's, un bar grill  en un restaurant de l'avenue des Champs Elysées.

## Parcours professionnel
Léopold Étienne Mourier est le fils de Jean Étienne Mourier (1836-1865) et de Clarisse Ernestine Turc.
La carrière de Léopold Mourier est un exemple de celle des chefs cuisiniers, qui de maîtres-queux sont devenus propriétaires d'établissement. Il impose son nom à une profession et fonde une oeuvre toujours visible par la Société des cuisiniers de France.
En 1881, Mourier âgé d'e 20 ans rejoint la brigade du célèbre chef Doucet, comme aide. Bientôt il devient chef saucier, ce qui signifie qu’il est le personnage le plus important après le chef, depuis que la sauce a été élevée au rang d’art par Marie Antoine Carême.
Jusqu’en 1885, il se forge un parcours culinaire au sein de plusieurs établissements parisiens avant de revenir en 1887 au restaurant Maire. Il abandonne ainsi le costume de chef pour celui de directeur général. C'est le point de départ d'une nouvelle position professionnelle.
En 1892, il est maître d'hôtel à Paris. Il habite rue La Fayette et épouse Adèle Louise Tabary, fille d'un restaurateur. Par ce mariage, il devient ainsi le beau-père de Louis Fouquet. Mourier et Fouquet se connaissent de longue date. Le beau père de Louis Fouquet dirige le restaurant Maire, sur les Grands Boulevards (situé à l'angle du Boulevard de Strasbourg et du Boulevard Saint-Denis). Mourier est aussi lié à Francis Carton (propriétaire du restaurant Carton), qui entretient une correspondance nourrie avec Auguste Escoffier.
Pour l'Exposition universelle de 1900, il organise un gigantesque banquet regroupant tous les maires de France dans le jardin des Tuileries.
Le 15 octobre 1887, Le Progrès des cuisiniers entend « donner au cuisinier la liberté nécessaire à son existence et à son émancipation professionnelle ». Le cuisinier français doit s’exporter. Dès 1919, Mourier fait ainsi ouvrir rue Saint-Roch à l’adresse de la Mutuelle des Cuisiniers de Paris construite deux ans plus tôt des cours professionnels avec un enseignement en langue étrangère. Cinquante sociétaires le suivent. Il s’agit là de la genèse du lycée hôtelier qui prendront place rue des Martyrs puis rue Médéric.
En 1913, il succède à Louis Fouquet et reprend son bar qu'il développe en restaurant. Il  devient propriétaire du restaurant Foyot à côté du Sénat qui a été l'objet d'un attentat anarchiste en 1894, du Café de Paris, du pavillon d'Armenonville et du Pré Catelan. Léopold Mourier, au Fouquet’s, représente un âge clef de la profession. Dans les années 1880-1890, les cuisiniers ont élaboré, puis développé des stratégies de groupe. L’enjeu est de faire reconnaître la cuisine comme un art. Ils suivent en cela le cheminement de certaines professions libérales. Le terme « profession » se répand dans différents organes de presse.
Il est conseiller général de la Drôme de 1913 a 1919.Devenu veuf en 1909, il épouse en secondes noces Marie Dussut en 1921.

## Œuvre à la Société des cuisiniers de Paris
L'œuvre de Mourier est tout d'abord une oeuvre pour la profession. Il contribue grandement à la publication, dès l'année 1920, de la Revue culinaire. À La Revue Culinaire collabore Francis Carton son ami, Prosper Montagné en tant que rédacteur en chef, Philéas Gilbert et Émile Fétu qui ont participé à l’élaboration du Guide culinaire. Auguste Escoffier signe également quelques articles.
Il prend la présidence de la Société de secours mutuel des cuisiniers de Paris en 1903. À cette date, il s’agit simplement de pourvoir aux frais d’hospitalisation, de maladie et des difficultés dues à un veuvage en un temps où ni la sécurité sociale ni la pension de réversion n’existent. Mourier crée une fondation éponyme, qui gère une maison à destination des cuisiniers à Cormeille-en-Parisis. Il fait don de sa propriété à la Société des cuisiniers de France.

## Décès et postérité
ll meurt à l'âge de 60 ans, et il est inhumé au cimetière du Père-Lachaise. Le décès de Léopold Mourier est largement commenté dans la presse quotidienne et régionale. Le Gaulois titre « le dernier des restaurateurs », le Petit Bleu s’interroge sur « un vide qu’il sera bien difficile à combler », pour l’œuvre c’est « un restaurateur et homme de bien », « une figure parisienne » pour l’Écho national:
« il conviendrait de méditer un peu sur la mort de M. Mourier (…) Par cuisiner, il faut entre les véritables articles dans cet art culinaire qui fut et est encore — jusqu’à quand — une des plus pures gloires de la patrie de Brillat-Savarin.
On a un peu trop, dans le public ignorant, l’habitude de considérer les grands restaurateurs parisiens, dont le nom est devenu justement célèbre, comme des profiteurs de notre gourmandise.
Pour un peu on s’indignerait d’une notoriété où l’ont ne peut voir que les bénéfices réalisés, sans se doutes des charges écrasantes d’une profession entre toutes difficile.
On comprend mal ce qu’il faut de savoir-faire, d’expérience, de tact, de vigilance continuelle pour soutenir la tradition d’une vieille maison exposée à une concurrence toujours fâcheuse, qui établira sa réputation non pas sur trente ans de bonne renommée, mais sur l’engouement rapide d’une originalité assez fantasque pour amuser le moment et faire la vogue.
M. Mourier dirigeait à Paris un des plus illustres restaurants, où tout était acheté de premier choix et réalisé de main de maître. Malgré la vie chère, les prix n’étaient pas devenus excessifs, insolents, comme dans certaines maisons nouvelles, où le quart Vichy se paye un louis.

Et si M. Mourier a laissé une jolie fortune, fruit légitime de quarante ans de travail, on eut la surprise de voir la plus grande partie de cette fortune allez vers ceux qui avaient été ses principaux collaborateurs ».
Un cortège de 3000 personnes descendra la Champs-Elysées passant devant le Fouquet’s, suivi des représentants du monde professionnel. La Revue culinaire  lui rend longuement hommage en publiant  les oraisons nombreuses lues à son enterrement et résultats de sa fondation.

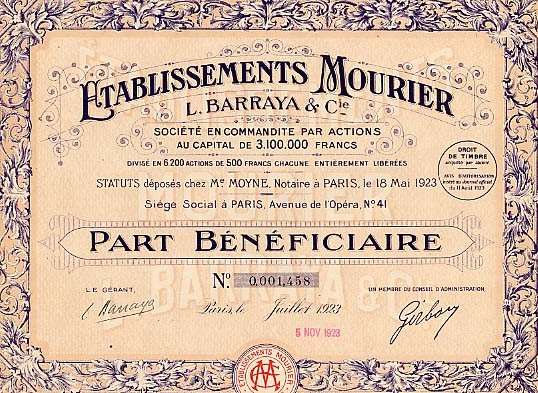
Action des Établissements Mourier – L. Barraya & Cie, juillet 1923.

## Distinctions
- Président de la Société de secours mutuels des cuisiniers de Paris
- Chevalier de la Légion d'honneur en 1904[14]
- Officier de la Légion d'honneur en 1922